# 興隆台区
興隆台区（こうりゅうだい-く）は中華人民共和国遼寧省盤錦市に位置する市轄区。

## 行政区画
17街道弁事処を管轄する。
- 街道弁事所：振興街道、興隆街道、渤海街道、新工街道、友誼街道、曙光街道、歓喜街道、平安街道、新生街道、高升街道、沈采街道、錦采街道、茨采街道、創新街道、興盛街道、興海街道、恵賓街道

## 交通

### 道路
- 高速道路
  -  丹錫高速道路
- 国道
  -  G228国道
  -  G305国道（中国語版）